# 1999-es izlandi labdarúgó-bajnokság (első osztály)
Az Úrvalsdeild 1999-es szezonja volt a bajnokság nyolcvannyolcadik kiírása. A bajnokságban 10 csapat vett részt, a győztes a KR lett. Ez volt a klub huszonegyedik bajnoki címe.

## Végeredmény
| #  | Csapat     | M  | Gy | D | V  | RG | KG | GK  | P  | Megjegyzés     |
| -- | ---------- | -- | -- | - | -- | -- | -- | --- | -- | -------------- |
| 1  | KR         | 18 | 14 | 3 | 1  | 43 | 13 | +30 | 45 | BL             |
| 2  | ÍBV        | 18 | 11 | 5 | 2  | 31 | 14 | +17 | 38 | UEFA-kupa      |
| 3  | Leiftur    | 18 | 6  | 8 | 4  | 22 | 26 | -4  | 26 | UEFA-kupa      |
| 4  | ÍA         | 18 | 6  | 6 | 6  | 21 | 21 | +0  | 24 | Intertotó-kupa |
| 5  | Breiðablik | 18 | 5  | 6 | 7  | 22 | 24 | -2  | 21 |                |
| 6  | Grindavík  | 18 | 5  | 4 | 9  | 25 | 29 | -4  | 19 |                |
| 7  | Fram       | 18 | 4  | 7 | 7  | 23 | 27 | -4  | 19 |                |
| 8  | Keflavík   | 18 | 5  | 4 | 9  | 28 | 34 | -6  | 19 |                |
| 9  | Valur      | 18 | 4  | 6 | 8  | 28 | 38 | -10 | 18 | Kiesett        |
| 10 | Víkingur   | 18 | 3  | 5 | 10 | 21 | 38 | -17 | 14 | Kiesett        |

## Góllövőlista
| # | Player                       | Club       | Goals | Appearances |
| - | ---------------------------- | ---------- | ----- | ----------- |
| 1 | Steingrímur Jóhannesson      | ÍBV        | 12    | 18          |
| 2 | Bjarki Gunnlaugsson          | KR         | 11    | 16          |
| 3 | Grétar Ólafur Hjartarson     | Grindavík  | 10    | 17          |
| 3 | Kristján Carnell Brooks      | Keflavík   | 10    | 18          |
| 5 | Guðmundur Benediktsson       | KR         | 9     | 18          |
| 5 | Alexandre Barreto Dos Santos | Leiftur    | 9     | 17          |
| 5 | Sigurbjörn Hreiðarsson       | Valur      | 9     | 17          |
| 8 | Uni Arge                     | Leiftur    | 8     | 17          |
| 9 | Hreiðar Bjarnason            | Breiðablik | 6     | 18          |
| 9 | Kristinn Lárusson            | Valur      | 6     | 18          |